# Ptisciana seminivea
Ptisciana seminivea är en fjärilsart som beskrevs av Walker 1865. Ptisciana seminivea ingår i släktet Ptisciana och familjen trågspinnare. Inga underarter finns listade.